# Folio (lettertype)

Vergelijking van tekens in Akzidenz-Grotesk, Folio, Helvetica, en Univers.

Folio is een schreefloos lettertype ontworpen door Konrad Bauer en Walter Baum in 1957 voor de lettergieterij Bauersche Gießerei. Bauer licenseerde het ontwerp aan de Fonderie Typographique Française die het verkocht onder de naam Caravelle. 
Net als de Helvetica en Univers die toen ook werden uitgegeven, is dit lettertype onderdeel van de International Typographic Style en gemodelleerd naar Akzidenz Grotesk.
 
Folio is echter nauwer verwant aan de Akzidenz-Grotesk dan de andere twee, die een grotere x-hoogte hebben.
Dankzij goede marketing genoot het lettertype redelijk succes in de Verenigde Staten.
De lettertypefamilie werd in 1963 uitgebreid met een Extra Bold dikte en een Bold Condensed breedte.
Enkele onderscheidende kenmerken van het lettertype zijn de hoofdletter 'Q' waarbij het staartje midden onder de letter vastzit, de hoofdletter 'J' die een krommere haak heeft, en de twee varianten van de hoofdletter 'R' te weten één met een rechte neerhaal en met een gekromde neerhaal.
In het voorbeeld rechtsonder zijn vier overeenkomstige lettertypen naast elkaar vergeleken.